# Мартин Купер
Мартин Купер (ест. Martin Kupper; Талин, 31. мај 1989) је естонски атлетичар, специјалиста за бацање диска.

## Каријера
Најбољи резултат постигао је 14. марта, 2015. када је оборио лични рекорд (65,03, 2013) бацивши дист 66.67 м на Зимском купу Европе у бацачким дисциплинама у Леирији. На Европском првенству у Цириху у августу 2014. завршио је као 9.
Елиминисан је квалификацијама на Светском првенству 2015. у Пекингу  Почетком следеће године био је други на Зимском купу у Араду.
Дана 9. јула 2016. Купер на Европском првенству у Aмстердаму са 63,55 м испао у квалификацијама. Утисак је поправио на Олимпијским играма у Рио де Жанеиру када је завршио као четврти.
Сезону 2017. почео је са бронзом на Светском купу у Гран Канарији. Исте године учествовао је и на Светском првенству у Лондону.

## Значајнији резултати
| Год.     | Такмичење                                 | Место            | Плас.    | Резултат | Бел.     |
| Естонија | Естонија                                  | Естонија         | Естонија | Естонија | Естонија |
| -------- | ----------------------------------------- | ---------------- | -------- | -------- | -------- |
| 2013.    | Зимски куп Европе у бацачким дисциплинама | Кастељон         | 8.       | 60,64 м  |          |
| 2014.    | Зимски куп Европе у бацачким дисциплинама | Леирија          | 10.      | 58,19 м  |          |
| 2014.    | Европско првенство                        | Цирих            | 9.       | 60,89 м  |          |
| 2015.    | Зимски куп Европе у бацачким дисциплинама | Леирија          |          | 66,67 м  |          |
| 2015.    | Европско екипно првенство                 | Хераклион        | 4.       | 59,36 м  |          |
| 2016.    | Европско првенство                        | Амстердам        | 7.       | 63,55 м  |          |
| 2016.    | Зимски куп Европе у бацачким дисциплинама | Арад             |          | 62,20 м  |          |
| 2016.    | Олимпијске игре                           | Рио де Жанеиро   | 4.       | 66,58 м  |          |
| 2016.    | Дијамантска лига                          | Дијамантска лига | 7.       | детаљи   |          |
| 2017     | Зимски куп Европе у бацачким дисциплинама | Гран Канарија    |          | 62,86 м  |          |